# Rhizopus sexualis
Rhizopus sexualis är en svampart som först beskrevs av G. Sm., och fick sitt nu gällande namn av Callen 1940. Rhizopus sexualis ingår i släktet Rhizopus och familjen Mucoraceae.   Inga underarter finns listade i Catalogue of Life.